# Thônes
Thônes – miejscowość i gmina we Francji, w regionie Owernia-Rodan-Alpy, w departamencie Górna Sabaudia.
Według danych na rok 1990 gminę zamieszkiwało 4619 osób, a gęstość zaludnienia wynosiła 88 osób/km² (wśród 2880 gmin regionu Rodan-Alpy Thônes plasuje się na 185. miejscu pod względem liczby ludności, natomiast pod względem powierzchni na miejscu 57.).